# Eleições estaduais de Bremen em 1975
As eleições estaduais de Bremen em 1975 foram realizadas a 28 de Setembro e, serviram para eleger os 100 deputados para o parlamento estadual.
O Partido Social-Democrata da Alemanha manteve-se como o partido mais votado, apesar de ter perdido 6,6% dos votos e 7 deputados em relação a 1971, ficando com 48,7% dos votos e 52 deputados, o que se significava a manutenção da maioria parlamentar.
A União Democrata-Cristã teve, novamente, uma ligeira subida dos votos, obtendo 33,8% dos votos e 35 deputados.
Por fim, o Partido Democrático Liberal foi o partido que mais subiu em votos, conquistando 13,0% dos votos e 13 deputados.
Após as eleições, o SPD manteve-se na liderança do poder estadual, governando sozinho.

## Resultados Oficiais
| Partido      | Partido                      | Votos   | %     | +/-   | Deputados | +/-     |
| ------------ | ---------------------------- | ------- | ----- | ----- | --------- | ------- |
|              | Partido Social-Democrata     | 209 802 | 48,7  | 6,6   | 52 / 100  | 7       |
|              | União Democrata-Cristã       | 145 306 | 33,8  | 2,2   | 35 / 100  | 1       |
|              | Partido Democrático Liberal  | 55 739  | 13,0  | 5,9   | 13 / 100  | 6       |
|              | Partido Comunista Alemão     | 9 233   | 2,1   | 1,0   | 0 / 100   | Estável |
|              | Partido Nacional Democrático | 4 781   | 1,1   | 1,7   | 0 / 100   | Estável |
|              | Outros                       | 5 530   | 1,3   |       | 0 / 100   |         |
| Total        | Total                        | 430 391 | 100   |       | 100 / 100 |         |
| Participação | Participação                 |         | 82,2  | 2,2   |           |         |
| Fonte        | Fonte                        | [ 1 ]   | [ 1 ] | [ 1 ] | [ 1 ]     | [ 1 ]   |